# واسیلسورسک
واسیلسورسک (روسی: Васильсу́рск؛ به لاتین: Vasilsursk) یک منطقهٔ مسکونی در روسیه است که در منطقه وروتینسکی از استان نیژنی نووگورود واقع شده است.